# (1651) Behrens
(1651) Behrens es un asteroide perteneciente al cinturón de asteroides descubierto por Margueritte Laugier desde el Observatorio de Niza, Francia, el 23 de abril de 1936.

## Designación y nombre
Behrens recibió inicialmente la designación de 1936 HD.
Posteriormente se nombró en memoria del astrónomo y clérigo alemán Johann Gerhard Behrens (1889-1978).

## Características orbitales
Behrens está situado a una distancia media del Sol de 2,18 ua, pudiendo alejarse hasta 2,324 ua y acercarse hasta 2,036 ua. Tiene una excentricidad de 0,06599 y una inclinación orbital de 5,074°. Emplea en completar una órbita alrededor del Sol 1175 días.